# 北風小僧の寒太郎
- 北風小僧の寒太郎[注 1]
- きたかぜこぞうのかんたろう[注 2]

『北風小僧の寒太郎』（きたかぜこぞうのかんたろう）は、日本の童謡。
作詞は井出隆夫、作編曲は福田和禾子が手掛けた。

## 概要・来歴
元々は1972年に、NHKの『おかあさんといっしょ』内のコーナー「うたのえほん」の担当スタッフであった近藤康弘から「子供（向け）の演歌があってもいいよね」と水を向けられた井出が、その当時ヒットしていたテレビドラマ『木枯し紋次郎』（フジテレビ）のストーリーと、自身が幼少時代を過ごした長野県南佐久郡小海町の松原湖の冬の風景をイメージしながら作った詞に、福田が曲をつけたものであった。なお、「寒太郎」という言葉自体は本楽曲以前から、一部の地域において寒の入り（小寒）を擬人化した言葉として存在している。
本曲を『おかあさんといっしょ』の番組中で最初に歌ったのは田中星児であった。田中が歌う音源は1973年発売のLP『NHK「うたのえほん」より うたのおにいさん 第2集』（ビクター JBX-24）などに収録されている。
1974年12月からは『みんなのうた』でも放送された。みんなのうた版では堺正章と東京放送児童合唱団が歌唱を担当。堺が『みんなのうた』の楽曲を歌うのは初めてであった。『みんなのうた』での放送後、大きな反響があった曲の一つである。
『みんなのうた』でのアニメーションは月岡貞夫が制作を担当した。なお、放映開始当初は東京都の実写風景をバックにアニメの寒太郎を合成していたが、「東京の風景が変わった」という理由で、1977年頃からは全編アニメとなり、1980年代以降は全編アニメ版のみ放送されている。全編アニメ版では、寒太郎が新潟県内の日本海沿岸から南魚沼郡湯沢町や三国峠を経由して東京へ向かうという内容になっており、途中には「越後湯沢へ」と彫られた石碑や、「高崎250km 渋川87km」と表示された道路標識（シロカン）、「五日市街道」と書かれた歩道橋、武蔵野市にある延命寺、東京国際空港などが登場する（ちなみに、湯沢は月岡の故郷である）。
本放送後も何度も再放送され、『みんなのうた』の楽曲としては最も再放送が多い曲となっている。1982年には映像はそのまま、音声をステレオに、歌を北島三郎とひばり児童合唱団にそれぞれ変えたリメイク版が放送された。なお、フジテレビ系列で放送された『クイズ!年の差なんて』の「歌詞穴埋めクイズ」で本曲が取り上げられた際には、北島版が放送されている。
1977年1月20日付の『朝日新聞』朝刊に掲載された「天声人語」では、本曲の歌詞が取り上げられた。
1992年以後、小学校の音楽の教科書に何度か掲載されている。
2012年には、本曲の歌碑が松原湖の水辺公園内に建立されている。
2019年1月1日放送の『Eテレ60 Eうた♪ココロの大冒険』（NHK Eテレ）では、高橋優が本曲をカバーした。
2021年3月7日にNHK Eテレで放送された、『みんなのうた』放送開始60周年記念番組『そしてみんなのうたは生まれた』で、本曲の誕生秘話が放送、なお放送された映像は堺版の全編アニメ版で、実写合成版は1シーンも放送せず、また制作者・月岡貞夫へのインタビューでも「実写合成版」の事は触れなかったことから、実写合成版と同時期に、全編アニメ版も準備されていたかどうか不明。

## 『みんなのうた』での再放送年
特に明記の無い年は12月放送。

### 堺版
- 1975年-1977年
- 1983年
- 1986年-1994年（1992年と1994年はラジオのみ）
- 1996年-1997年
- 1999年2月
- 1999年
- 2000年
- 2008年
- 2015年12月5日・2016年1月9日（『みんなのうたリクエスト』で放送）
- 2019年（お楽しみ枠）
- 2021年2月（放送開始60周年を記念した特別企画「60年スペシャルセレクション」のうちの1960～1970年代の代表曲として放送）
- 2021年3月7日（そしてみんなのうたは生まれた）
- 2023年

### 北島版
- 1982年（地上波）
- 1997年（ラジオ）
- 1999年2月（同上）
- 2000年（同上）
- 2014年12月27日・2015年1月31日（リクエスト）

## カバー
- たいらいさお、ひばり児童合唱団（キングレコード版カバー音源。1997年発売『NHKみんなのうたよりベスト／WAになっておどろう キッズ・バージョン』などに収録）
- たいらいさお、タンポポ児童合唱団（キングレコード版カバー音源。1991年発売『NHKみんなのうた大全集(3)北風小僧の寒太郎』、1994年発売『NHKみんなのうた ベスト25』などに収録）
- 皆川おさむ、ひばり児童合唱団（キングレコード版カバー音源。1975年発売『NHKみんなのうた(第11集)』などに収録）
- 大倉正丈、コロムビアゆりかご会（日本コロムビア版カバー音源。2001年発売『NHKみんなのうた 40周年ベストvol.2 北風小僧の寒太郎／赤鬼と青鬼のタンゴ』などに収録）
- 米田和正、ひばり児童合唱団（ポリドール版カバー音源。1976年発売『NHK「みんなのうた」より 赤とんぼ』などに収録）
- 田中星児（ビクター版カバー音源。1976年発売『NHKテレビ「みんなのうた」より みんなで歌おう(2)』に収録）
  - 先行して1973年に発売された『おかあさんといっしょ』版の流用か、改めて録音したバージョンかは不明。
- 斎藤こず恵、斎藤ゆかり（フィリップス版カバー音源。1978年発売『みんなで歌えるカラオケつき 斎藤こず恵＆ゆかりのNHK「みんなのうた」』に収録）
- 岡浩也（ユニオン版カバー音源。1976年発売のシングル「北風小僧の寒太郎」収録）
- 内山田ロビンとクールダウン（2007年発売『Rock for Baby』（キューンミュージック）に収録）
- ばいきんまん（声：中尾隆聖）、ドキンちゃん（声：鶴ひろみ）（OVA『アンパンマンとはじめよう!きせつのうた きらきらふゆだよ』挿入歌。同作のサウンドトラックCD『アンパンマンとはじめよう!きせつのうたをうたおう きらきらふゆだよ』（2008年発売、バップ）に収録）
- 堺正章（「北風小僧の寒太郎～New Version～」の題名で、アルバム『時の忘れ物』、『NHK みんなのうた 50 anniversary BEST ～おしりかじり虫～』に収録）
  - 堺が日本コロムビア時代に録音した『みんなのうた』オリジナル版はモノラル版しか製作されていないためか市販音源化されず、オリジナル歌手の歌唱による企画ではビクターでの上記セルフカバー版を、日本コロムビアでの『みんなのうた』関連アルバムでは大倉正丈などによるカバーを収録している。
- 中納良恵 ＋ ASA-CHANG(2010年『にほんのうた第四集』( commmons RZCM-46433)に収録)

## 収録アルバム
- NHKみんなのうた大全集 恋するニワトリ～おふろのうた（1985年）他多数

## 絵本
- 「NHKみんなのうた」から 北風小僧の寒太郎（詞：井出隆夫、絵：月岡貞夫。日本放送出版協会、1977年）
- NHKみんなのうたアニメ絵本 かんたろうまってたよ―北風小僧の寒太郎（作：井出隆夫、絵：月岡貞夫。くもん出版、1986年、ISBN 9784875763161）
- NHKみんなのうた絵本〈3〉北風小僧の寒太郎/サラマンドラ（詞：井出隆夫、加藤直、絵：月岡貞夫。童話屋、2006年。ISBN 4887470630）

## 参考資料
- みんなのうた缶[要文献特定詳細情報]